# Institutiones calculi differentialis

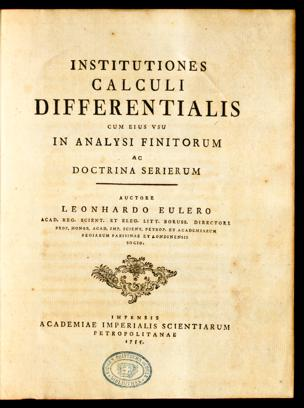
Institutiones calculi differentialis

Institutiones calculi differentialis (Fundamentos de Cálculo Diferencial) é um trabalho matemático escrito em 1748 por Leonhard Euler e publicado em 1755 que introduziu as leis para o cálculo diferencial.